# 勐卡镇
勐卡镇（佤语：Meng ka），原称西盟镇，是中华人民共和国云南省普洱市西盟佤族自治县下辖的一个乡镇级行政单位。

## 行政区划
勐卡镇下辖以下地区：
勐卡社区、娜妥坝社区、西盟村、莫窝村、马散村、永帮村、永业村、莫美村和班哲村。